# Requinto González
Gustavo Fernández Sala más conocido con el nombre artístico de  Requinto González (San Nicolás de los Arroyos, Buenos Aires, Argentina; 6 de diciembre de 1938-Ibídem; julio de 2007) fue un músico, compositor, arreglista y requintista del género melódico-romántico argentino.

## Carrera
González fue un eximio músico que se destacó notablemente a mediados de los años 1960 con el bolero y el género melódico. Se inició como fundador del grupo Los Fernandos, trío melódico integrado junto a su hermano Juan Carlos y su primo Horacio. Grabaron varios LP para Odeón ("Romántica", "Boleros en Hi-Fi", "Momentos Románticos") con temas muy difundidos: Romántica, Mi Reina, Más Allá y No es Pecado. Compuso el bolero Enamorada, de consagrado éxito por la difusión que le dieran cantantes de la talla de Daniel Riolobos y el famoso entonces Trío Los Panchos.
Con la orquesta de Lucho Neves, entre 1964 y 1965, interpretó temas como Las hojas muertas, Una aventura mas  y Contigo en la distancia, publicados en el disco titulado Romance en cuerdas, bajo el sello Odeón Pops. También trabajó en la orquesta de Armando Patrono y Bebu Silvetti.
En España, consagra su participación como arreglista, primera guitarra y voz, siendo el 4° componente de uno de los más prestigiosos conjuntos de folklore tradicional argentino, por entonces "Los Cantores de Quilla Huasi" entre los años 1990 y 1996.
A su vez tuvo una carrera internacional, en Estados Unidos donde grabó varios Long Play junto a intérpretes como Frank Valiente. Acompañó al cantante Bienvenido Cárdenas en su paso por el país. Como así también fue requintista en Los Panchos junto a la cantante bolerista María Marta Serra Lima. Y por larga década, primera guitarra y arreglista de Los Visconti.
Desde 1998, trabajó sin interrupción hasta el año de su fallecimiento, junto a la pianista y cantante cordobesa Mónica Cano https://www.facebook.com/monicanomusic, en creaciones musicales y arreglos que compartieron en diferentes producciones instrumentales como "Melodías sin tiempo" y "Folklore del Tercer Milenio"  (enlace roto disponible en Internet Archive; véase el historial, la primera versión y la última).. También compusieron varios temas para piano y requinto, como "Deja que el río corra" y "Esperando el amor". Entre otros como "Me arruinaste la vida", "Quiero ser tuya", "Piénsame", "Toma conciencia".   
Productores en la Obra musical "Sentimiento Latino" inspirado en un paseo musical por Latinoamérica, ritmos que este músico versátil y talentoso, conocía bastante plasmando su impronta para guitarras y requinto. Los sellos Magenta y Vaivén. grabaron y editaron tres volúmenes de Guitarras Latinas entre sus últimos trabajos.  
Junto  a Mónica Cano, sumaron a su carrera una exitosa e inédita producción musical de tango sinfónico y vocal. Cantados a coro con orquesta sinfónica, grabados y masterizados en Medellín (Colombia) para  Discos Fuentes Dos volúmenes de gran repercusión en España y la Colonia Latina en Estados Unidos.  
Cuenta con 2 producciones discográficas en los formatos de Vinyl. A lo largo de su carrera ha trabajado en arreglos y dirección musical para los sellos RCA Víctor - Columbia y Sony Internacional. Columbia.

## Álbum
- Latin Romans (1966)

Guitarras Latinas

## Temas interpretados
- Deja que el río corra (2002/05)
- Esperando el amor (2003/05)
- Me arruinaste la vida (2003/05)
- Quiero amanecer contigo (2003/05)
- Como un milagro (2004)
- Dime que sientes (2004)
- Capullito de alelí
- Enamorada
- Las hojas muertas (1964)
- Contigo en la distancia (1964).
- Sabor a mi (1965)[7]
- Una aventura mas (1965)
- Hace las cosas bien
- Sabrá dios (1965)
- Inolvidable
- Perfidia
- Jurame
- Fina estampa
- Como la lluvia
- Sol en la noche
- Sol tropical